# Ethmostigmus trigonopodus
Ethmostigmus trigonopodus är en mångfotingart som först beskrevs av Leach 1817.  Ethmostigmus trigonopodus ingår i släktet Ethmostigmus och familjen Scolopendridae.

## Underarter
Arten delas in i följande underarter:
- E. t. trigonopodus
- E. t. pygomenasoides